# Азербайджанский государственный музей сельского хозяйства
Азербайджанский государственный музей сельского хозяйства (азерб. Azərbaycan Respublikasının Kənd Təsərrüfatı Nazirliyinin Kənd Təsərrüfatı Muzeyi) представляет историю развития сельского хозяйства в Азербайджане и отражает его нынешнее состояние. Музей расположен в «Ветеринарном городке» в Бинагадинском районе Баку.

## Общие положения
Музей создан в 1924 году по инициативе правительства и Народного Комиссариата Земледелия Азербайджанской ССР. Изначально был организован как сельскохозяйственная выставка. Затем был преобразован в музей.
Площадь музея — 500 м². Вход в музей платный.
Музей является одним из пяти музеев Азербайджана, посвященных сельскому хозяйству.

## Экспонаты
В музее насчитывается более 10 000 экспонатов. Экспозиция музея охватывает различные отрасли сельского хозяйства: растениеводство, животноводство и садоводство. Множество экспонатов посвящено этнографии: документам и фотографиям, объектам, отражающим традиционный образ жизни в сельской местности. Экскурсоводы музея носят национальную одежду, в залах музея играет традиционная музыка  .
Существует старая ручная мельница для измельчения муки, которой более 100 лет и масляная Лампа того же возраста, камень для извлечения виноградного сока, керамические кувшины для взбивания молока и производства сливочного масла, производство стремян и седла.
В музее есть две карты. Вход в Музей украшают карта древнего «Шёлкового пути» вышитая шелковыми нитями, карта Азербайджана сделанная из зерна пшеницы, чечевицы и кресс-салата. В музее также выставлен макет Гобустанского заповедника.
Музей регулярно осуществляет документальные кинопоказы, проводит лекции, организует деятельность туристических выставок.
Для студентов различных учебных заведений организованы специальные тематические визиты и уроки, где они могут ознакомиться с этапами развития сельского хозяйства в Азербайджане. Музей также интересен для детей и взрослых.
В Музее также есть уголок, посвящённый Гасан беку Зардаби, где даётся подробная информация о тракторе «Фордзон», который он привёз в Азербайджан в 1925 году.
Отдельный зал музея посвящён зерноводству и хлопководству. Здесь представлены образцы зерна (I в. н. э.), посуды для хранения зерна, найденной в результате археологических раскопок, проведённых в Мингечевире. Также здесь представлен жернов конной тяги, выставлены сельскохозяйственные инструменты.